# 루마니아 총리
루마니아의 각료평의회 의장(루마니아어: Președintele Consiliului de Miniștri, 영어: President of the Council of Ministers)은 루마니아의 정부수반이다. 흔히 통칭으로 총리(루마니아어: Prim-ministru)라고 한다. 루마니아는 이원집정부제로 대통령은 총리를 임명하지만 야당이 의회 의석의 과반수를 차지하면 대통령이 야당 대표를 총리로 내세우는 동거 정부가 발생하기도 하였다. 현재 루마니아 총리 권한대행은 카탈린 프레도이우이다.

## 역대 총리 목록(루마니아 혁명이후)
| 대   | 사진 | 이름 (출생일-사망일)                                     | 임기             | 임기             | 정당                   |
| ---- | ---- | -------------------------------------------------------- | ---------------- | ---------------- | ---------------------- |
| -    |      | 구국 전선 평의회                                         | 1989년 12월 22일 | 1989년 12월 26일 | 구국 전선 평의회       |
| 53   |      | 페트레 로만 Petre Roman (1946- )                         | 1989년 12월 26일 | 1991년 10월 16일 | 구국 전선 평의회       |
| 54   |      | 테오도르 스톨로얀 Theodor Stolojan (1943- )              | 1991년 10월 16일 | 1992년 11월 19일 | 구국 전선 평의회       |
| 55   |      | 니콜라에 버커로이우 Nicolae Văcăroiu (1943- )            | 1992년 11월 19일 | 1996년 12월 11일 | 사회민주당             |
| 56   |      | 빅터 치오르베아 Victor Ciorbea (1954- )                  | 1996년 12월 12일 | 1998년 3월 30일  | 기독교 민주국민 농민당 |
| -    |      | 가브릴 데저우 Gavril Dejeu (1932- )                      | 1998년 3월 30일  | 1998년 4월 17일  | 기독교 민주국민 농민당 |
| 57   |      | 라두 바실레 Radu Vasile (1942-2013)                      | 1998년 4월 17일  | 1999년 12월 13일 | 기독교 민주국민 농민당 |
| -    |      | 알렉산드루 아타나시우 Alexandru Athanasiu (1955- )       | 1999년 12월 13일 | 1999년 12월 22일 | 루마니아 사회민주당    |
| 58   |      | 무구르 이서레스쿠 Mugur Isărescu (1949- )                | 1999년 12월 22일 | 2000년 12월 28일 | 무소속                 |
| 59   |      | 아드리안 너스타세 Adrian Năstase (1950- )                | 2000년 12월 28일 | 2004년 12월 21일 | 사회민주당             |
| -    |      | 외젠 베지나리우 Eugen Bejinariu (1959- )                 | 2004년 12월 21일 | 2004년 12월 28일 | 사회민주당             |
| 60   |      | 컬린 포페스쿠터리체아누 Călin Popescu-Tăriceanu (1952- ) | 2004년 12월 29일 | 2008년 12월 22일 | 국민자유당             |
| 61   |      | 에밀 보크 Emil Boc (1966- )                              | 2008년 12월 22일 | 2012년 2월 6일   | 민주자유당             |
| -    |      | 카탈린 프레도이우 Cătălin Predoiu (1968- )               | 2012년 2월 6일   | 2012년 2월 9일   | 무소속                 |
| 62   |      | 미하이 러즈반 운구레아누 Mihai Răzvan Ungureanu (1968- ) | 2012년 2월 9일   | 2012년 5월 7일   | 무소속                 |
| 63   |      | 빅토르 폰타 Victor Ponta (1972- )                        | 2012년 5월 7일   | 2015년 6월 22일  | 사회민주당             |
| -    |      | 가브리엘 오프레아 Gabriel Oprea (1961- )                 | 2015년 6월 22일  | 2015년 7월 9일   | 루마니아 국가진보동맹  |
| (63) |      | 빅토르 폰타 Victor Ponta (1972- )                        | 2015년 7월 9일   | 2015년 7월 29일  | 사회민주당             |
| -    |      | 가브리엘 오페레아 Gabriel Oprea (1961- )                 | 2015년 7월 29일  | 2015년 8월 10일  | 루마니아 국가진보동맹  |
| (63) |      | 빅토르 폰타 Victor Ponta (1972- )                        | 2015년 8월 10일  | 2015년 11월 5일  | 사회민주당             |
| -    |      | 소린 심페아누 Sorin Cîmpeanu (1968- )                    | 2015년 11월 5일  | 2015년 11월 17일 | 자유민주연합           |
| 64   |      | 다치안 치올로슈 Dacian Ciolos (1969- )                   | 2015년 11월 17일 | 2017년 1월 4일   | 무소속                 |
| 65   |      | 소린 그린데아누 Sorin Grindeanu (1973- )                 | 2017년 1월 4일   | 2017년 6월 29일  | 사회민주당             |
| 66   |      | 미하이 투도세 Mihai Tudose (1967- )                      | 2017년 6월 29일  | 2018년 1월 16일  | 사회민주당             |
| -    |      | 미하이 피포르 Mihai Fifor (1970- )                       | 2018년 1월 16일  | 2018년 1월 29일  | 사회민주당             |
| 67   |      | 비오리카 던칠러 Viorica Dăncilă (1963- )                 | 2018년 1월 29일  | 2019년 11월 4일  | 사회민주당             |
| 68   |      | 루도비크 오르반 Ludovic Orban (1963- )                   | 2019년 11월 4일  | 2020년 12월 7일  | 국민자유당             |
| -    |      | 니콜라에 치우커 Nicolae Ciuca (1967- )                   | 2020년 12월 7일  | 2020년 12월 23일 | 국민자유당             |
| 69   |      | 플로린 크추 Florin Cîțu (1972- )                         | 2020년 12월 23일 | 2021년 11월 25일 | 국민자유당             |
| 70   |      | 니콜라에 치우커 Nicolae Ciuca (1967- )                   | 2021년 11월 25일 | 2023년 6월 12일  | 국민자유당             |
| -    |      | 카탈린 프레도이우 Cătălin Predoiu (1968- )               | 2023년 6월 12일  | 2023년 6월 15일  | 국민자유당             |
| 71   |      | 마르첼 치올라쿠 Marcel Ciolacu (1967- )                  | 2023년 6월 15일  | 2025년 5월 6일   | 사회민주당             |
| -    |      | 카탈린 프레도이우 Cătălin Predoiu (1968- )               | 2025년 5월 6일   |                  | 국민자유당             |

## 같이 보기
- 루마니아
- 루마니아의 대통령